# كلنو سفلي (مقاطعة كلاردشت)
كلنو سفلي (بالفارسية: کلنو سفلی) هي قرية تقع في قسم بيرون‌بشم الريفي (مقاطعة كلاردشت) في إيران. يقدر عدد سكانها بـ 1241 نسمة بحسب إحصاء 2016.